# Markthal (Rotterdam)
Le Markthal de Rotterdam (Pays-Bas) est un bâtiment aux doubles fonctions, résidentielles et commerciales. Il est constitué d'une halle où se tient un marché couvert, entouré de bâtiments abritant des logements. Il est situé au carrefour formé par les rues Binnenrotte, Hoogstraat et Blaak. Il est inauguré le 1er octobre 2014.
Le complexe comporte 4 600 m2 d'espace de vente au détail, 1 600 m2 de surfaces destinées à la restauration et 228 appartements. Un parking souterrain offre environ un millier de places de voitures.

## Localisation
| - OpenStreetMap Géolocalisation du Markthal au sein de la ville de Rotterdam. |

Le Markthal est localisé à Stadsdriehoek, quartier faisant partie de l'arrondissement de Rotterdam-Centre, au sein de la commune de Rotterdam, dans la province de Hollande-Méridionale. Il a été inauguré par la reine Maxima,.
Le marché couvert se trouve établi à proximité de la gare de Rotterdam-Blaak, station ferroviaire située au sud-est du Markthal et avoisine l'église Saint-Laurent, édifice situé un peu plus au nord.

## Architecture
La halle a été conçue par le cabinet d'architectes MVRDV. Les parois du bâtiment, constituées de  pierre taillée naturelle grise, se présentent sous la forme d'un arc double semblable à celui d'un fer à cheval. Les appartements ont été aménagés entre l'arc interne et l'arc externe.
Pour donner au bâtiment une impression d'ouverture, les parois des deux côtés de l'édifice sont formées de grandes fenêtres de verre qui restent flexibles pour supporter d'éventuelles tempêtes. Les panneaux sont en verre stratifié, dont les plus petits se présentent sous la forme d'un carré de 148,5 cm de côté. L'ensemble des éléments en verres est maintenu et suspendu autour d'une infrastructure de câbles de 34 m de haut sur 42 m de large, ce qui est en fait le plus important réseau en Europe,. Chacune des deux façades dispose de 26 câbles verticaux et 22 câbles horizontaux.
L'architecture du Markthal est un concept développé par Provast. L'ensemble des étals de vente au détail est détenu par la société Klépierre, les appartements résidentiels appartiennent à la société Vesteda, et le parking est la propriété de la municipalité de Rotterdam,.

Architecture du Markthal.
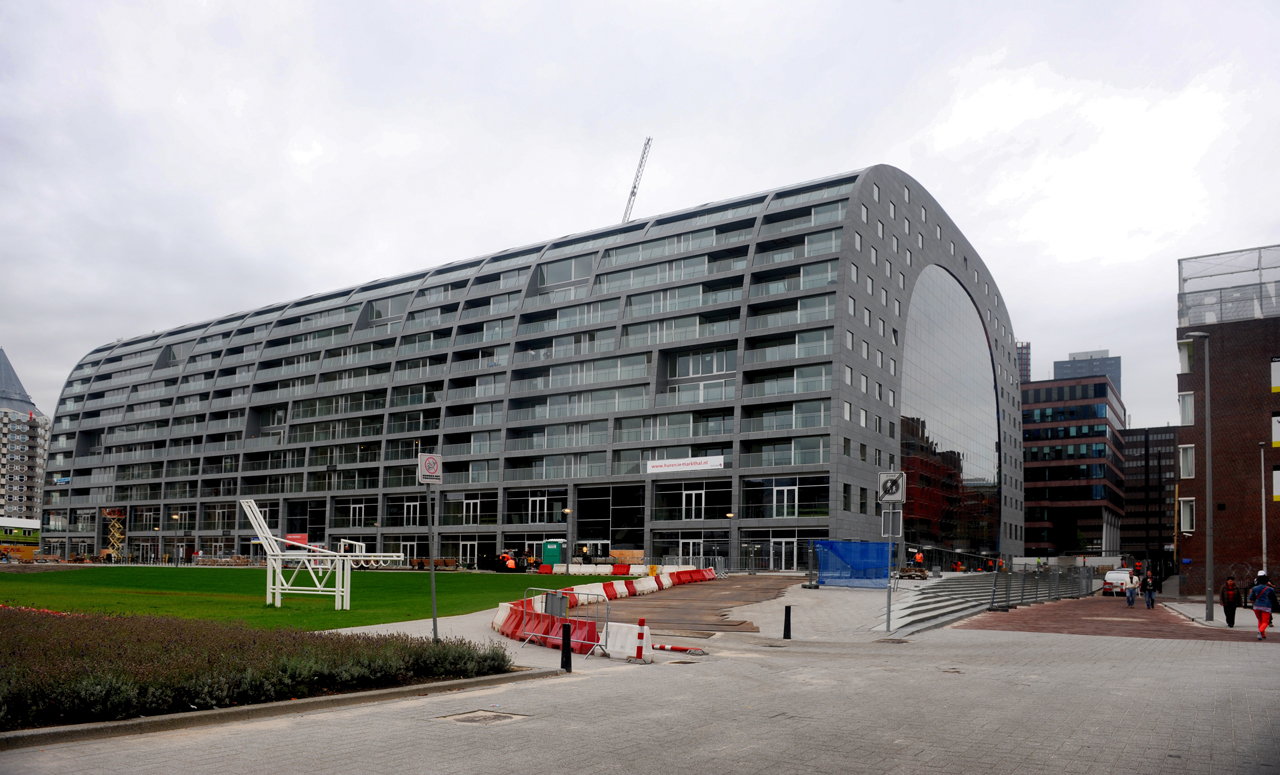
La façade de Markthal, percée par les fenêtres des appartements.
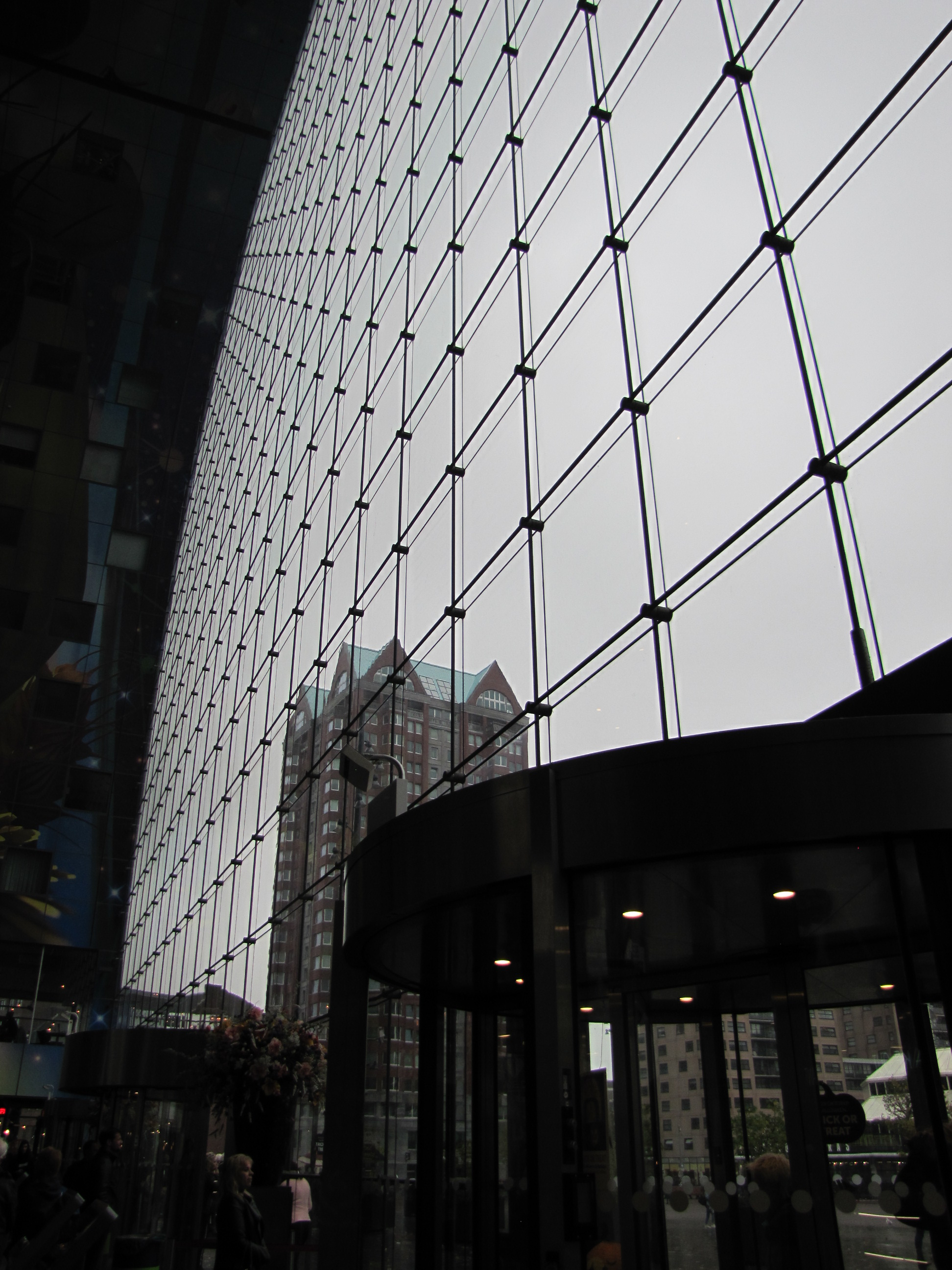
Câbles soutenant les fenêtres de l'entrée ouest.
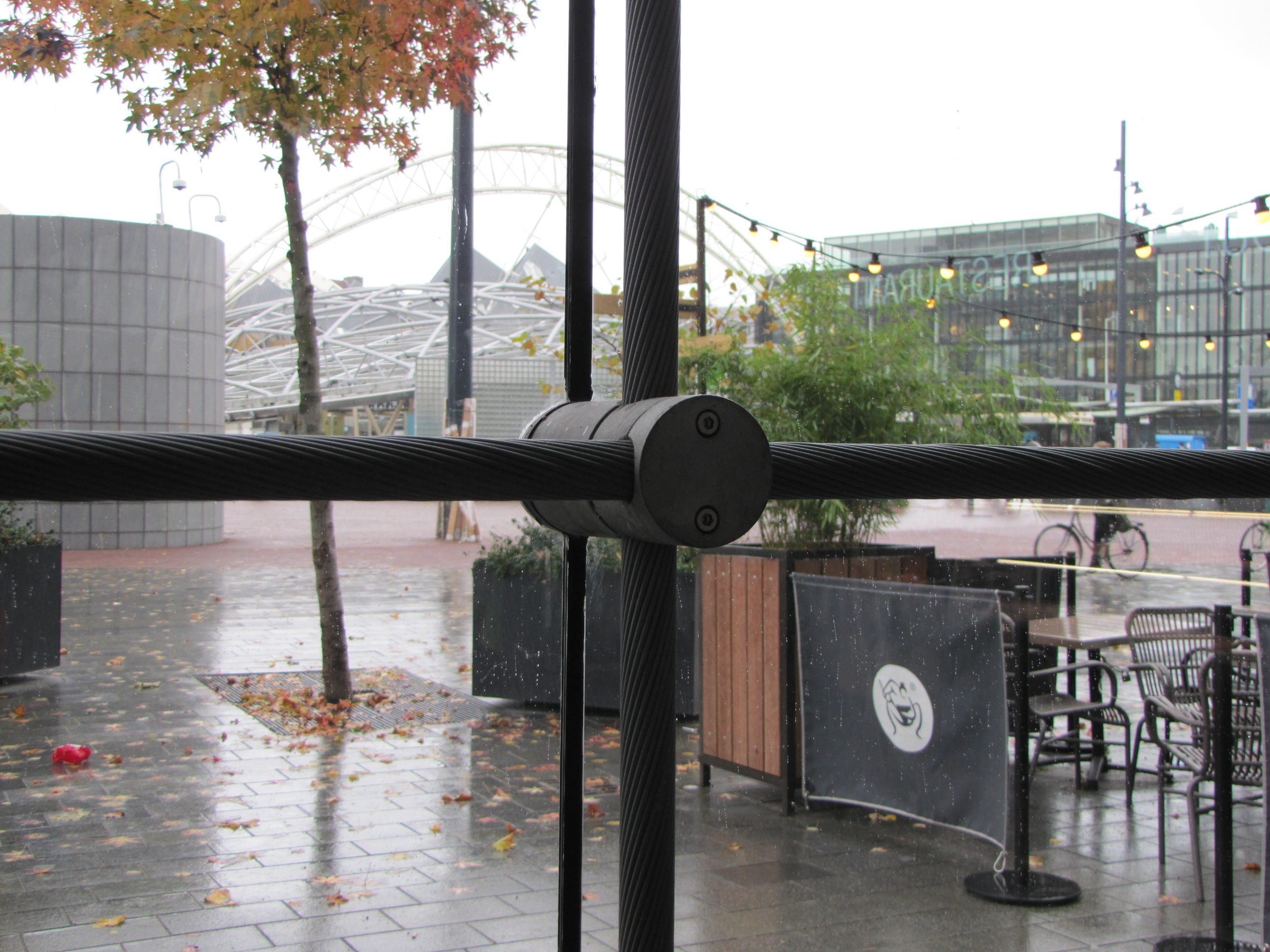
Détail des câbles soutenant les fenêtres de l'entrée ouest.

## Illustration géante
La façade intérieure de la façade du Markthal est recouverte d'une illustration géante, d'une surface totale de 11 000 m2 (soit l'équivalent de deux terrains de football), une œuvre d'art numérique réalisée par Arno Coenen et Iris Roskam et intitulée Hoorn des Overvloeds (corne d'abondance). Ce titre fait référence à la corne d'abondance, un objet issu de la mythologie grecque et qui symbolise l'abondance et la saturation. La composition de cette œuvre d'art met en scène des fruits, des légumes, des céréales, des poissons, des fleurs et des insectes, l'ensemble de ces éléments picturaux apparaissant au premier plan et en très grande dimension,. Ces illustrations rappellent les natures mortes des peintures néerlandais du XVIIe siècle. En outre, en arrière-fond, se dessine l'église Saint-Laurent avec sa tour.
Le concept réalisé par Coenen et Roskam a été sélectionné parmi les 9 candidats internationaux. Des techniques d'animation numérique en 3D ont été utilisées pour produire la composition artistique. Pour assurer le rendu photoréaliste de cette illustration géante, la taille de fichier s'élève à 1,47 téraoctets et des serveurs informatiques spéciaux ont été nécessaires. Ces serveurs sont ceux employés pour les films des Studios Pixar. L'animation numérique a été divisée en blocs, imprimée sur acier perforé, et les blocs ont été placés sur les 4 000 panneaux en aluminium constituant le plafond,.
Peu après l'inauguration du Markthal en 2014, cette œuvre d'art numérique a attiré l'attention des médias internationaux,,. Dans quelques publications d'articles, l’œuvre d'art du Markthal a été qualifiée de « plus grande œuvre d'art dans le monde » (une affirmation qui n'est cependant pas exacte) et a parfois été surnommée « la chapelle Sixtine de Rotterdam ». Arno Coenen et Iris Roskam ont effectué la conception de l'œuvre numérique en collaboration avec une équipe de six spécialistes.

Détails des illustrations du plafond Markthal
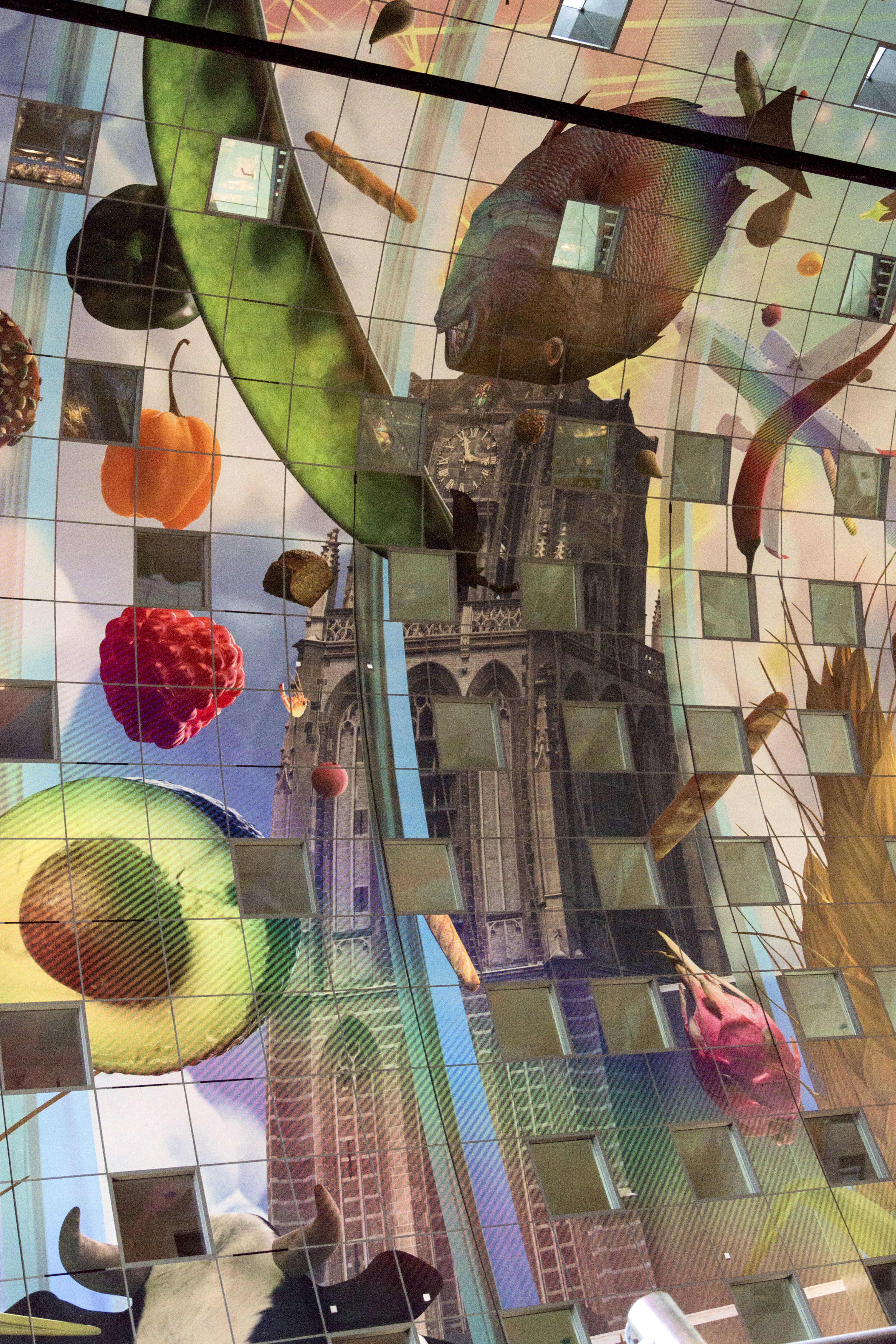
Église St Laurent en arrière plan
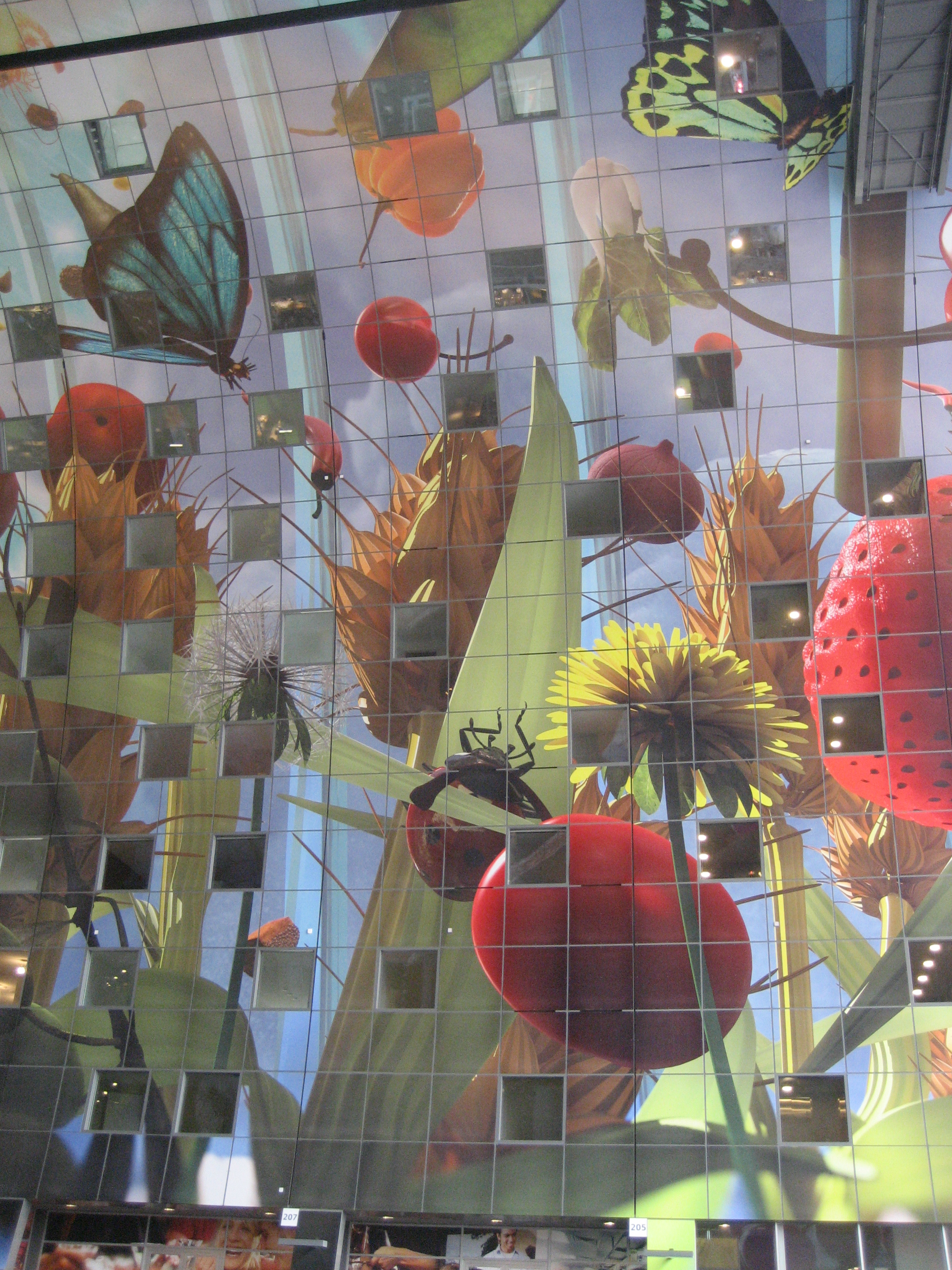
Fruits, légumes, insectes.
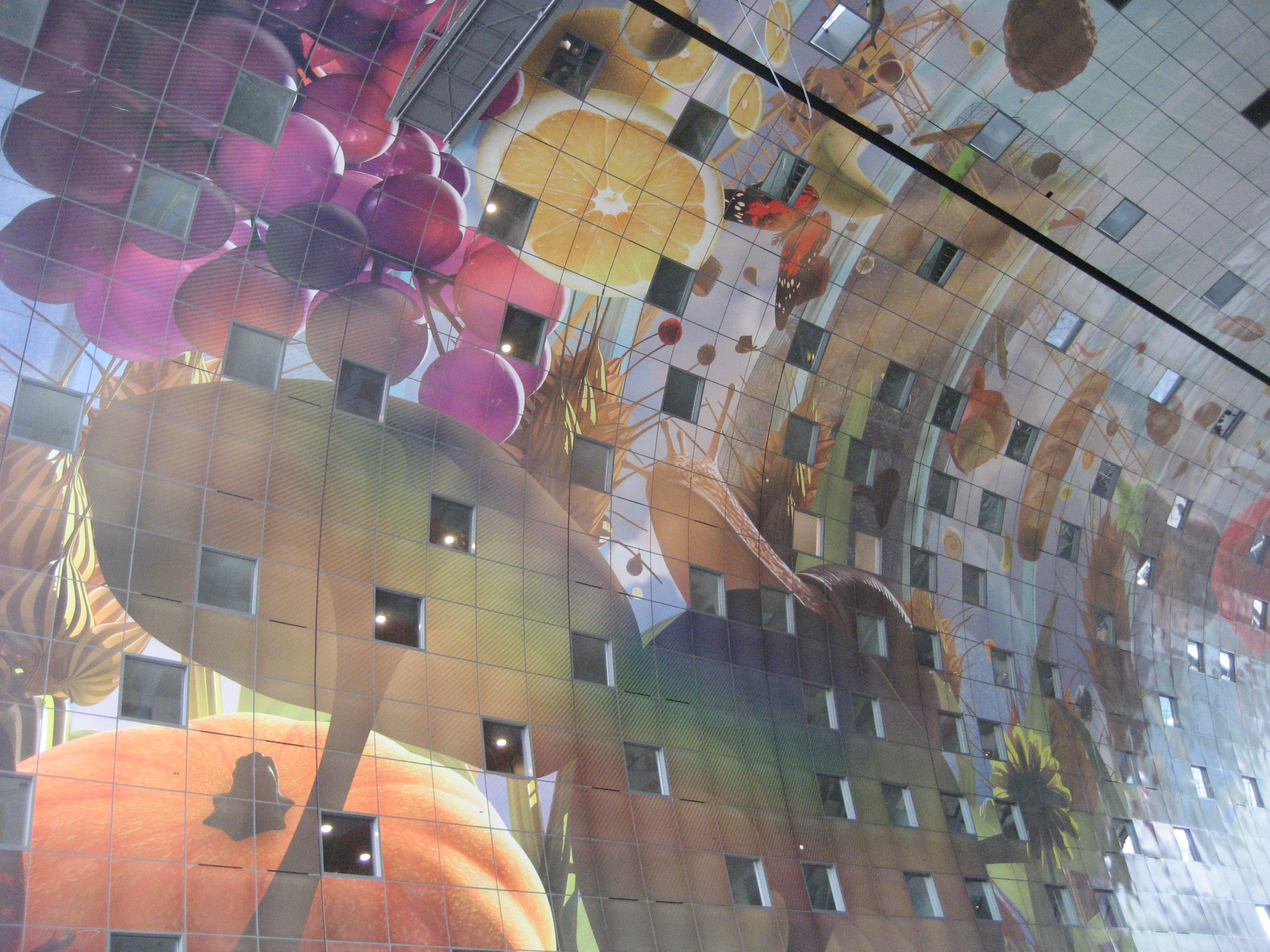
Détails modernes : grue de chantier et gratte-ciel
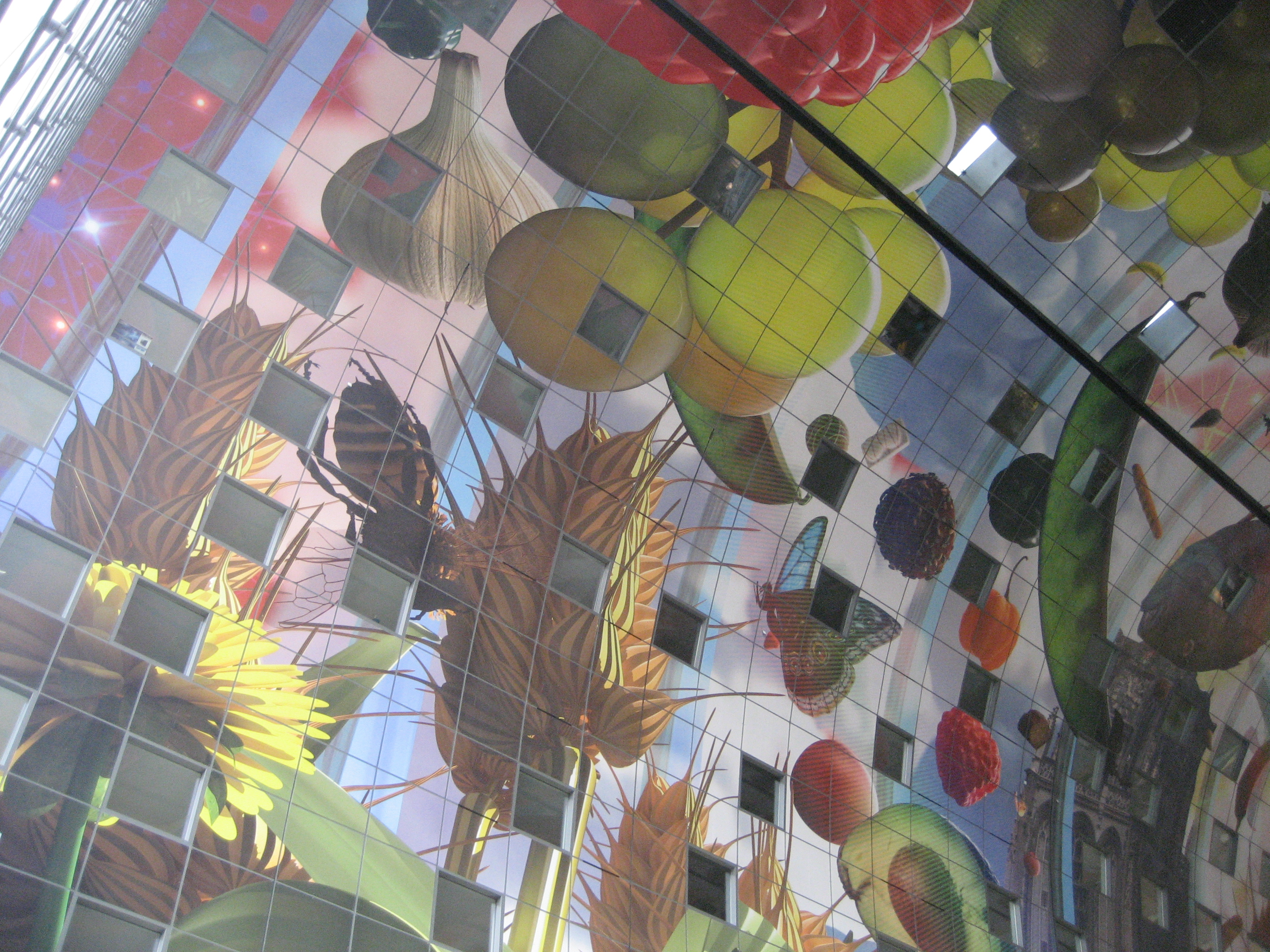
Fruits, légumes, insectes géants
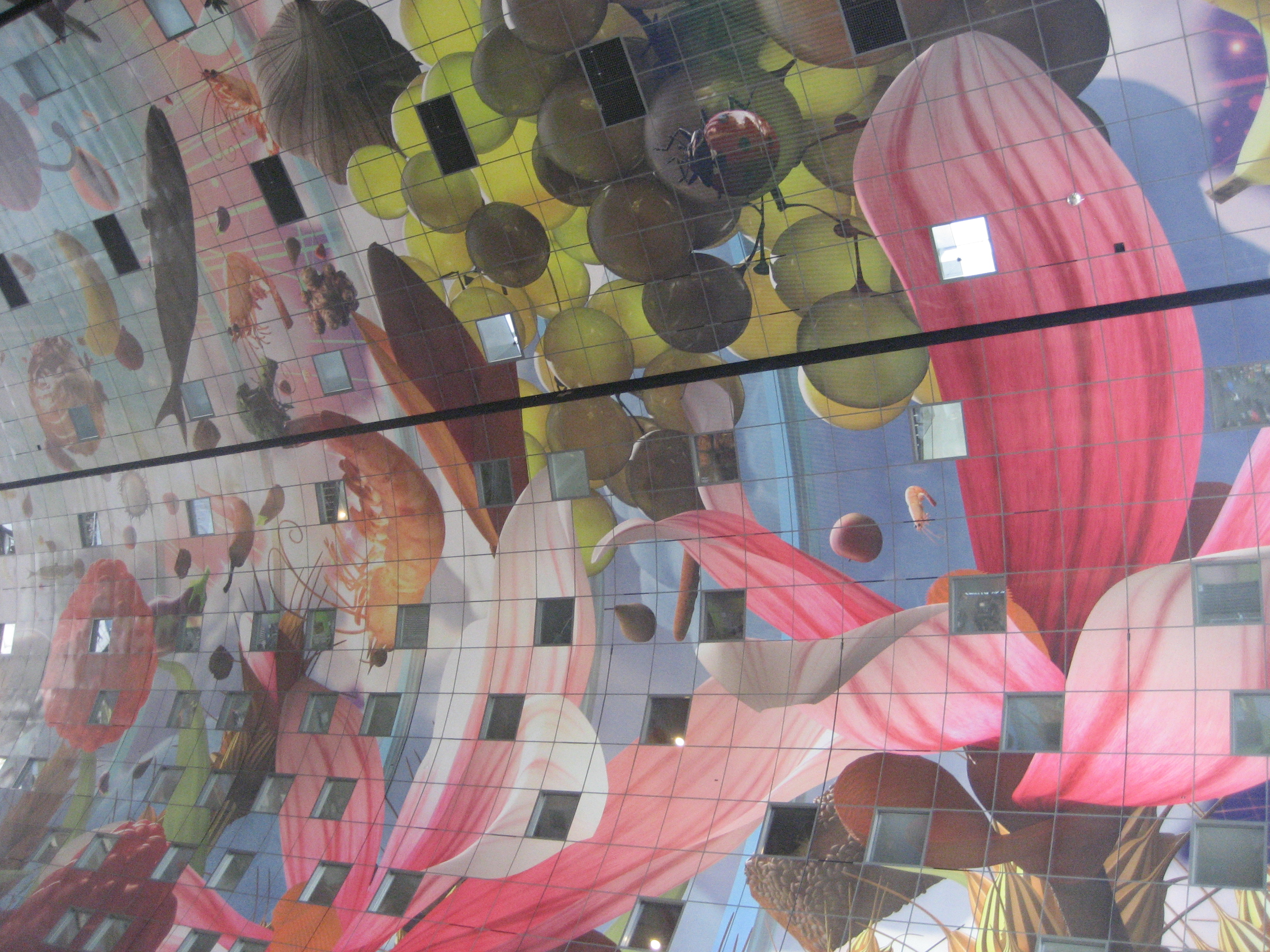
Fleurs et aliments
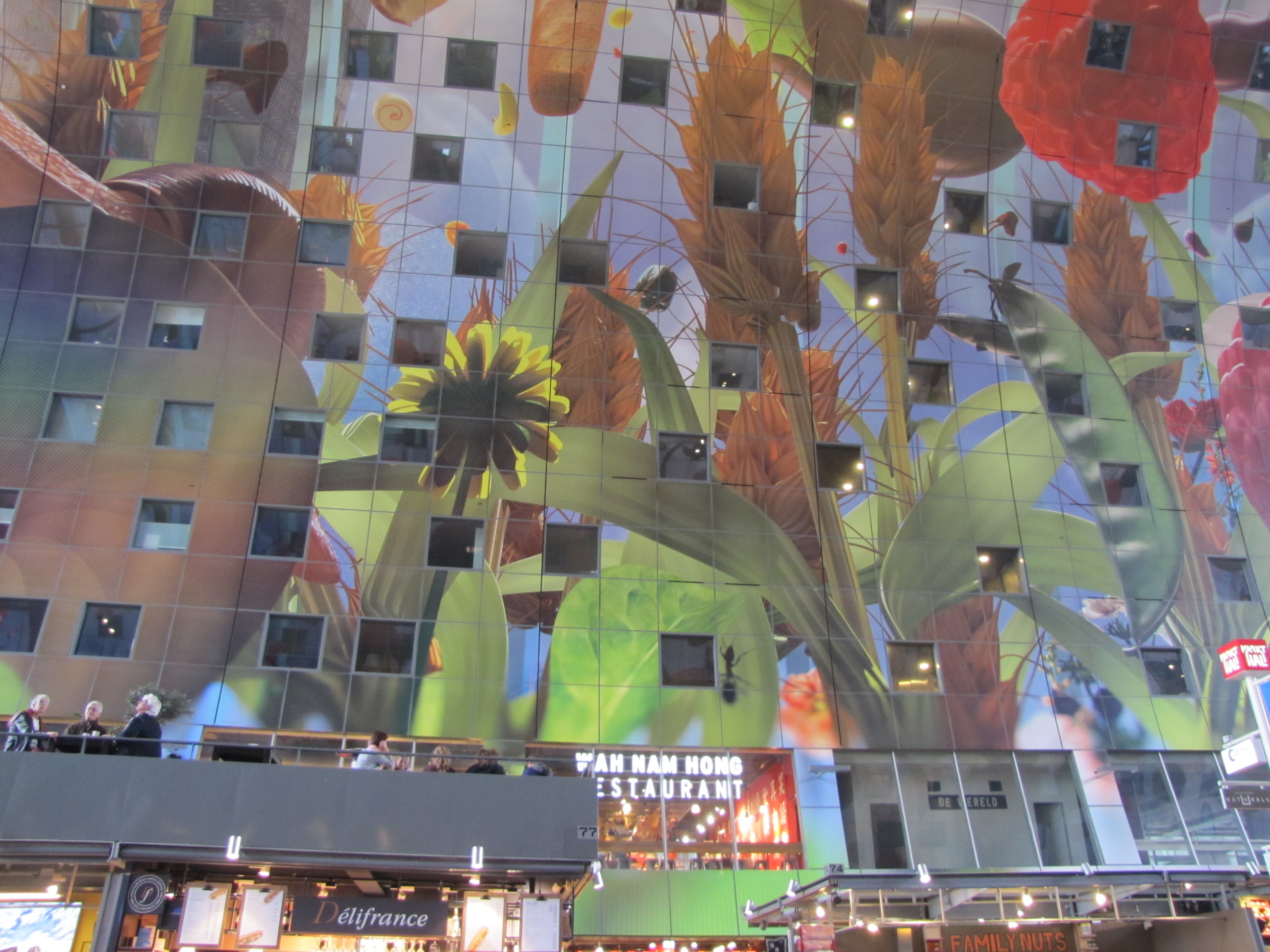
Plafond illustré et restaurants du premier et second étage.

## Fouilles archéologiques

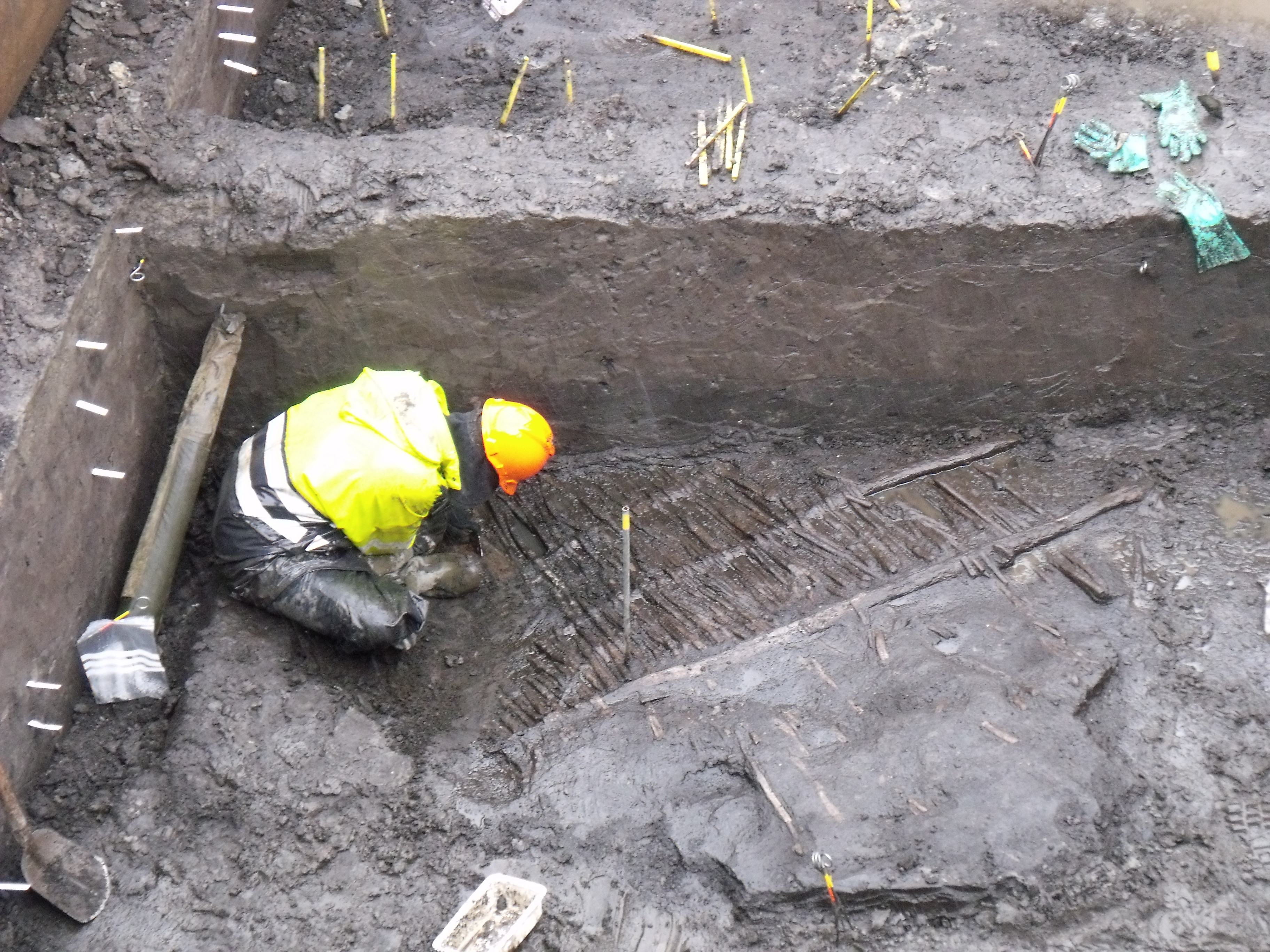
Archéologue fouillant les vestiges d'un mur de ferme au sein de l'ancien établissement médiéval de Rotta. Prospections préventives effectuées sur le site archéologique du Markthal.

Les fondations du Markthal reposent sur les vestiges d'un ancien village situé sur la partie nord-est du polder de Westnieuwland. Cet établissement humain a été délaissé puis recouvert au cours du XIVe siècle. À l'époque de son occupation, ce polder était entouré par un réseau de digues se présentant sous la forme d'enceinte ou d'anneau, doublé d'un affouillement (celui de Kolk (nl)) destiné à le protéger des inondations lors d'une marée haute. Des habitats domestiques et des bâtiments à vocation agricole ont été construits sur ce site poldérisé. Compte tenu des éléments et indices matériels recueillis sur le site archéologique du Markthal, ces vestiges datés de la fin du Bas Moyen Âge, seraient ceux de la maison dite Huis Keulen,.
Lors de la construction du Markthal, des vestiges, appartenant à un ancien corps de ferme attribué au Xe siècle, ont été mis en évidence grâce à des fouilles préventives entreprises à 7 m de profondeur au-dessous du niveau de réseau viaire. Les structures de cet établissement, d'une largeur de 7,5 m pour une longueur de 13,5 m, ont délivré deux fours. Quelques traces marquant l'emplacement de cheminées ont été également identifiées. Cette ferme faisait probablement partie de Rotta, l'ancien site ayant précédé la commune Rotterdam et dont le nom renvoie à l'hydronyme de la Rotte. À cette époque, Rotta est alors essentiellement occupée des agriculteurs, des artisans et des commerçants. Quelques années auparavant, une digue, associée des habitats domestiques, le tout érigé après 1300, avaient été mis au jour sur ce même emplacements,,.
Les résultats archéologiques, notamment les artéfacts, obtenus lors des différents chantiers de fouilles sur le site du Markthal, font actuellement partie d'une exposition permanente intitulée « Le Tijdtrap ». Les pièces archéologiques sont exposées sous vitrines et situées à proximité de la cage d'escalier menant au parking souterrain du Markthal. l'histoire de chaque artefact peut être visualisée par le biais d'écrans tactiles, mis à la disposition des visiteurs. Cette exposition a remporté le prix public de l'archéologie néerlandaise.

Exposition archéologique au Markthal.
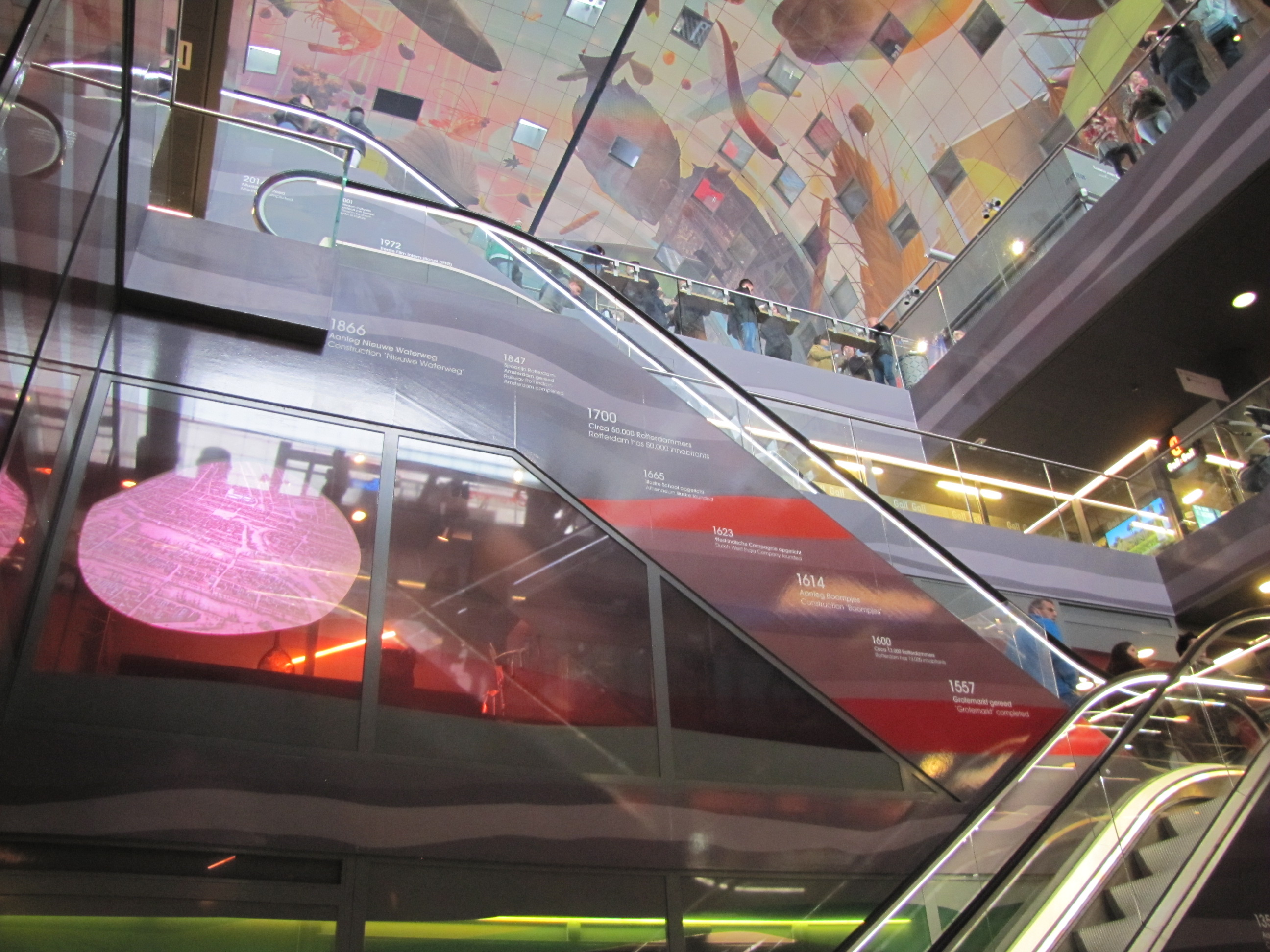
Exposition archéologique au centre de la halle (accès niveaux souterrains) et plafond illustré.
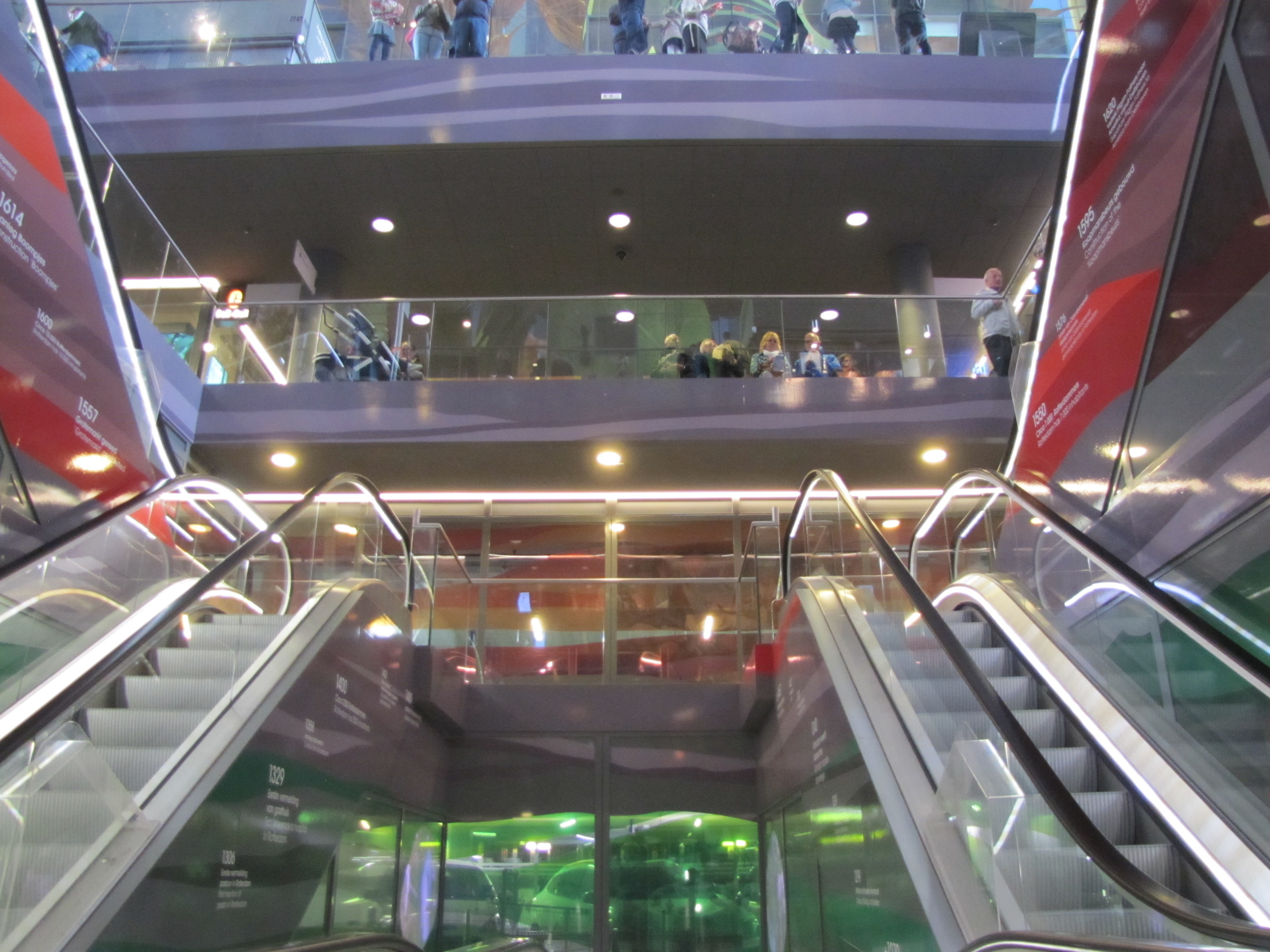
Exposition archéologique et parkings (vitres vertes).
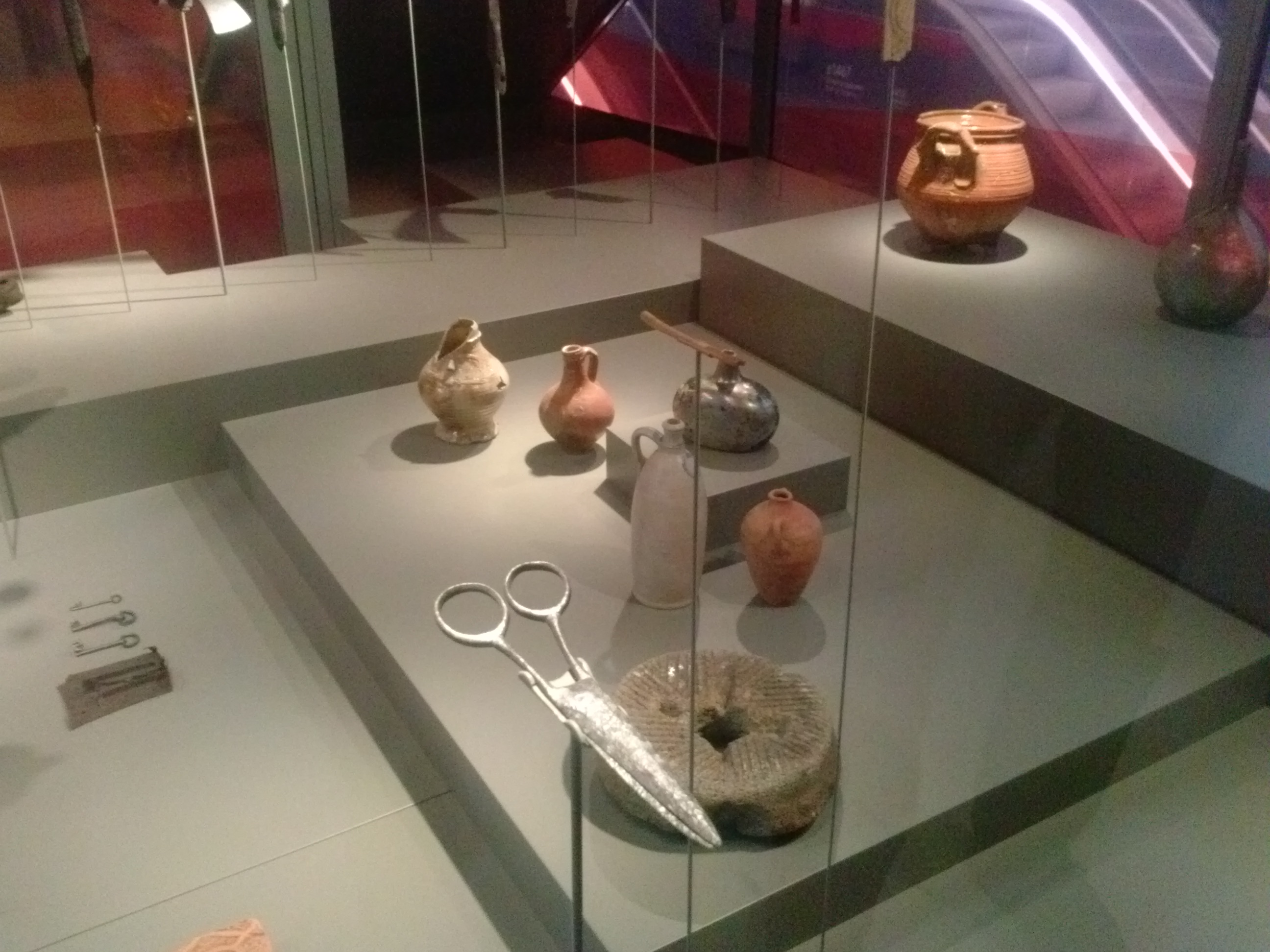
Pièces mises au jour lors de fouilles. Artefacts sous vitrines au sein de la salle d'exposition du Markthal.

## Travaux et pollution sonore

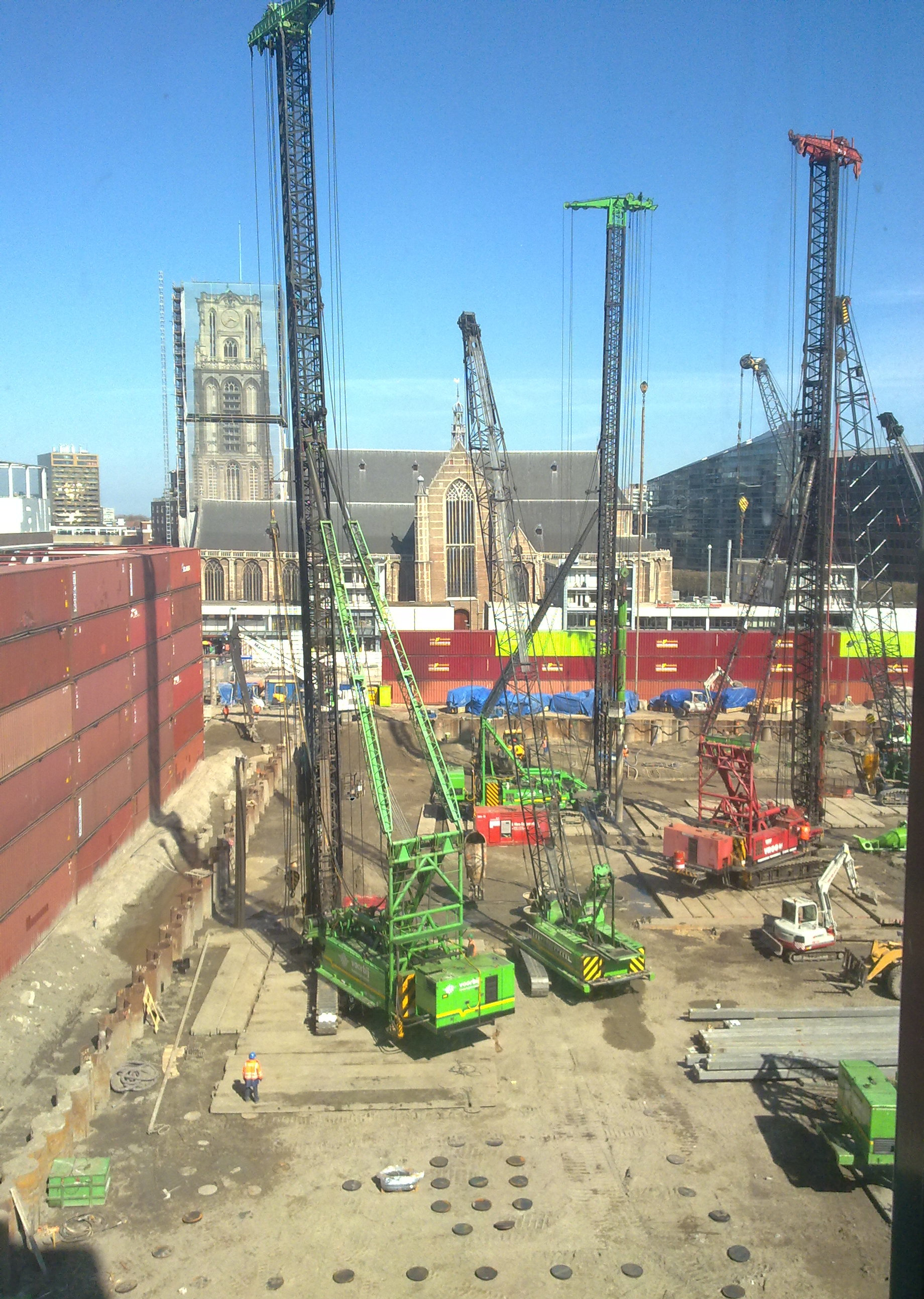
Chantier de construction, et, en arrière-plan, l'église Saint-Laurent

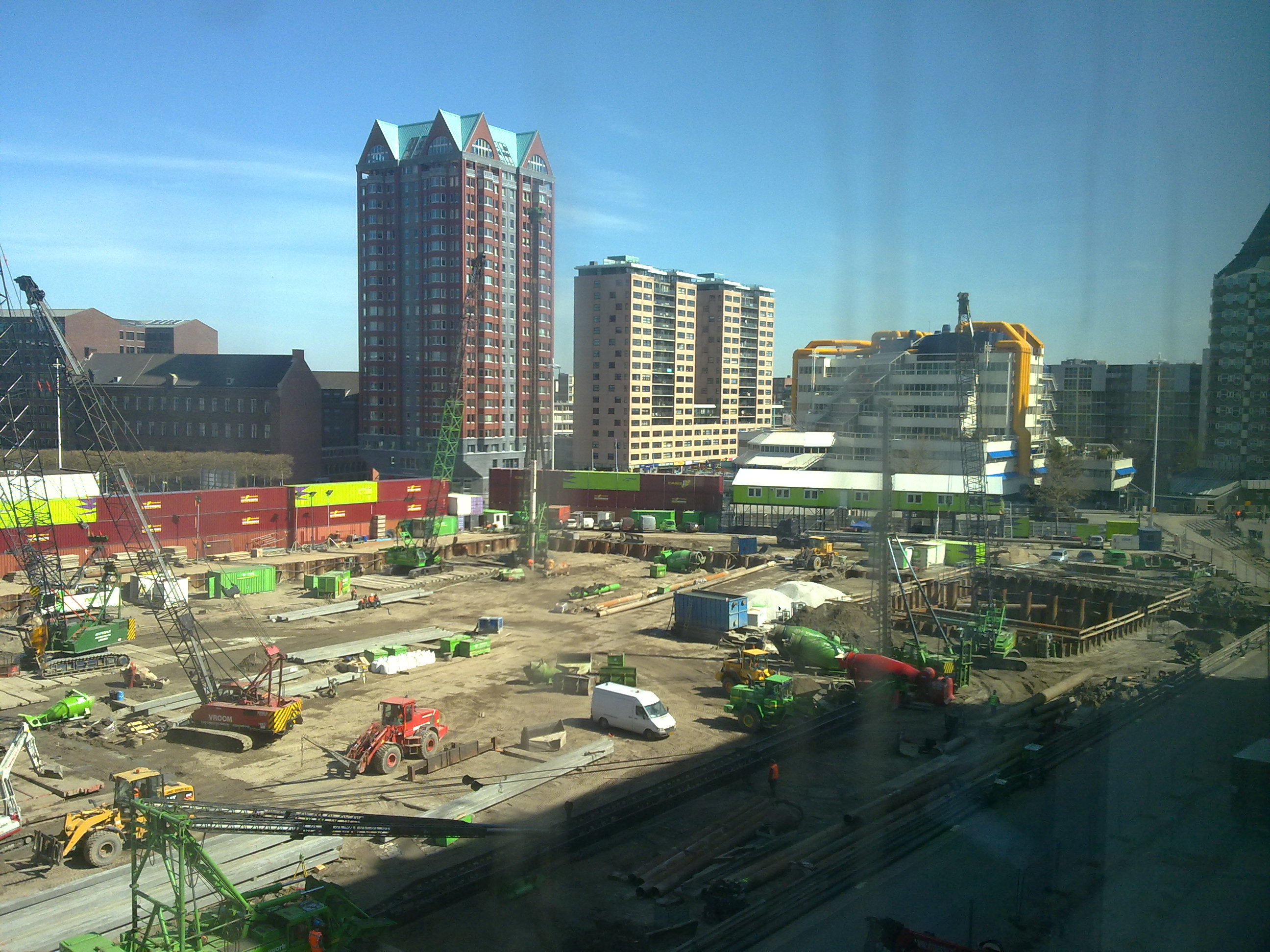
Chantier de construction du Markthal.

De février 2009 et jusqu'au début de juin 2010, 2 500 pylônes ont été incorporés dans le sol par technique de battage. Les habitants résidant à proximité et aux environs du chantier de construction du Markthal ont alors été soumis à une pollution sonore. À cet effet, en novembre 2009, afin de résorber le volume sonore produit par ces travaux, des conteneurs d'expédition ont été disposés autour et au bas du site de construction. Par ailleurs, à cette époque, plusieurs commerçants établis dans le périmètre entourant la zone de chantier ont été contraints de fermer leurs portes pendant le battage, ces derniers n'étant plus en mesure de communiquer avec leurs clients en raison des bruits provoqués par les travaux.
Vers la fin des travaux de remblayage et de battage, un grand panneau a été installé sur la Binnenrotte pour rafficher un compte à rebours indiquant combien de pylônes allaient être encore enfoncés dans le sol. Le dernier pylône a été finalement installé à la fin de juin 2010.

## Autres caractéristiques du bâtiment
Les quatre niveaux du parking souterrain du Markthal constituent le plus vaste parc de stationnement dans le centre-ville de Rotterdam avec 1 200 places de parking. Ce parking est construit sous le niveau de la mer ce qui a représenté une performance technologique puisque l'excavation s'est effectuée sur un terrain liquide.
Le Markthal a été l'un des premiers bâtiments accessible par le système de réalité augmentée utilisable sur téléphone mobile. En utilisant l'application UAR mise au point par l'Institut d'architecture des Pays-Bas (NAi), il était possible de visualiser le futur Markthal en modèle 3D, montrant la halle dans son état final.
L'un des surnoms du Markthal est le terme « Koopboog » (koop signifie achat, boog signifie arc, ce qui signifie approximativement « arc commercial »). Ce terme fait référence à la forme en fer à cheval de la halle couverte et renvoie également à la Koopgoot (« gouttière commerciale », un terme parfois utilisé pour surnommer la Bourse, située à proximité,.

## Prix d'architecture
Le Markthal a remporté plusieurs prix d'architecture :
- Rotterdam Architecture Award 2014[33]
- Rotterdam's Marketing Award 2014[34]
- Le premier prix des meilleurs parkings européens par l'association européenne de parking EPA 2015[35]
- European Property Award 2014[36]
- Le prix du meilleur centre commercial au MiPim Awards Floornature 2015[37]
- Prix du développement d'un quartier par l'association d'entreprises néerlandaises de développement de projets NEPROM 2015[38]
- MAPIC Award (Best Retail Urban) 2015[39]
- FGH Vastgoedprijs 2016[40]
- Le prix du meilleur centre commercial mondial par le “Viva Best of the Best” de ICSC (groupement international de centre commerciaux) en 2017[41],[42].

## Ouverture et accessibilité
Le marché couvert est ouvert tous les jours de 10 h à 20 h (de midi à 18 h les dimanches). Le parking est ouvert tous les jours et à toute heure. Les restaurants accessibles par les portes extérieures sont ouverts plus tard en soirée.

## Galerie

Aperçus du Markthal
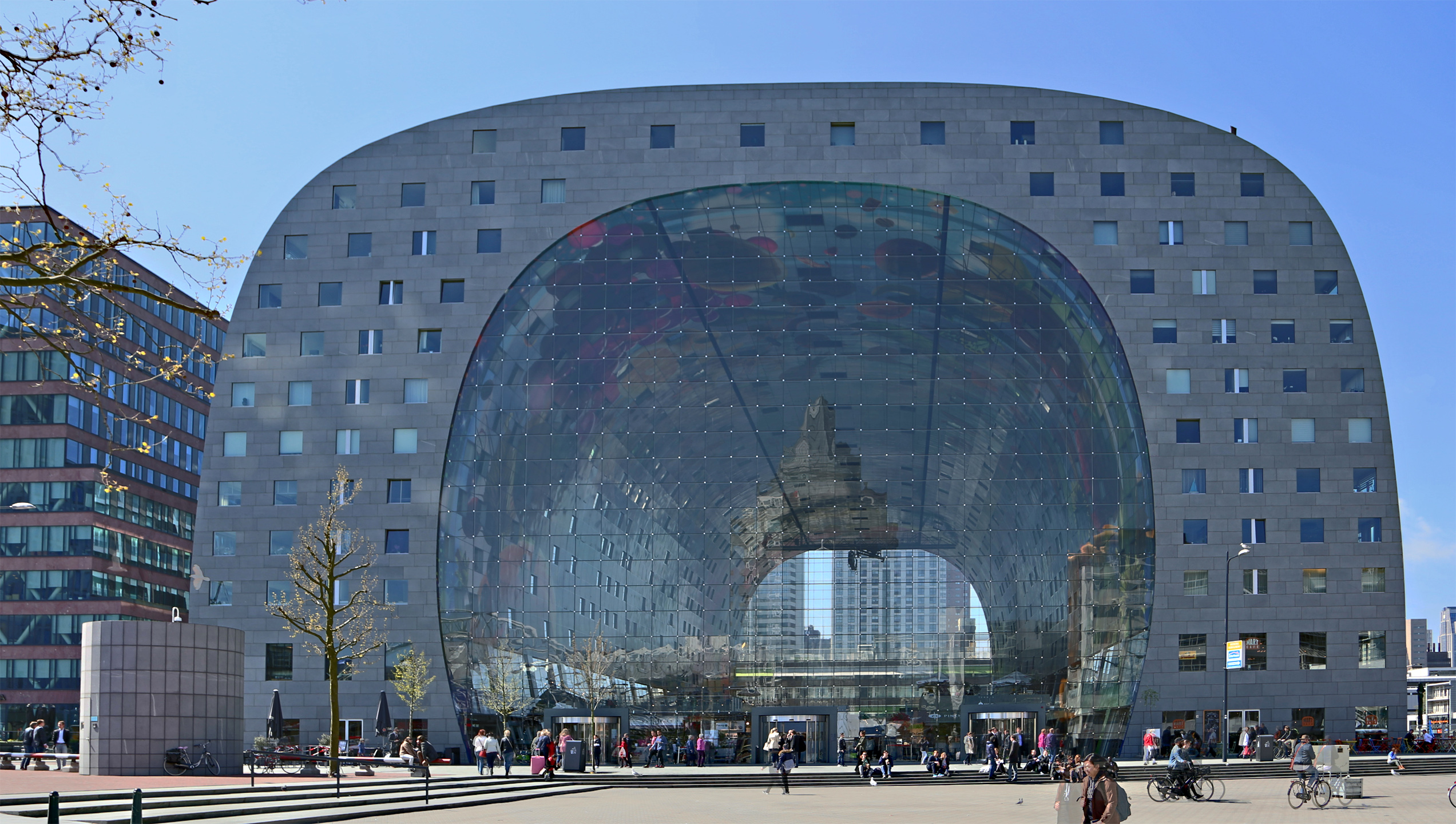
Vue d'ensemble du Markthal.
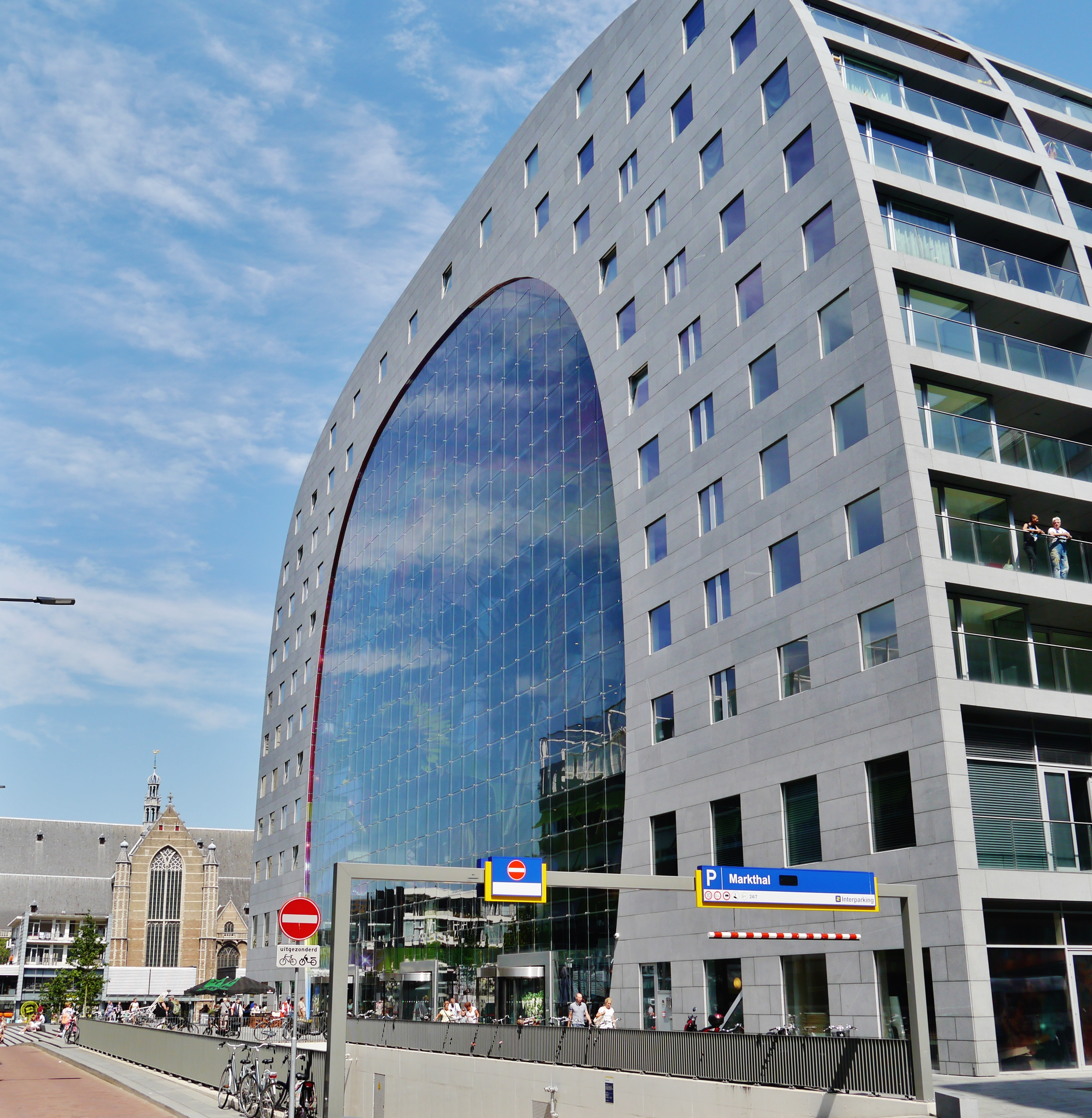
La halle, vue de profil.
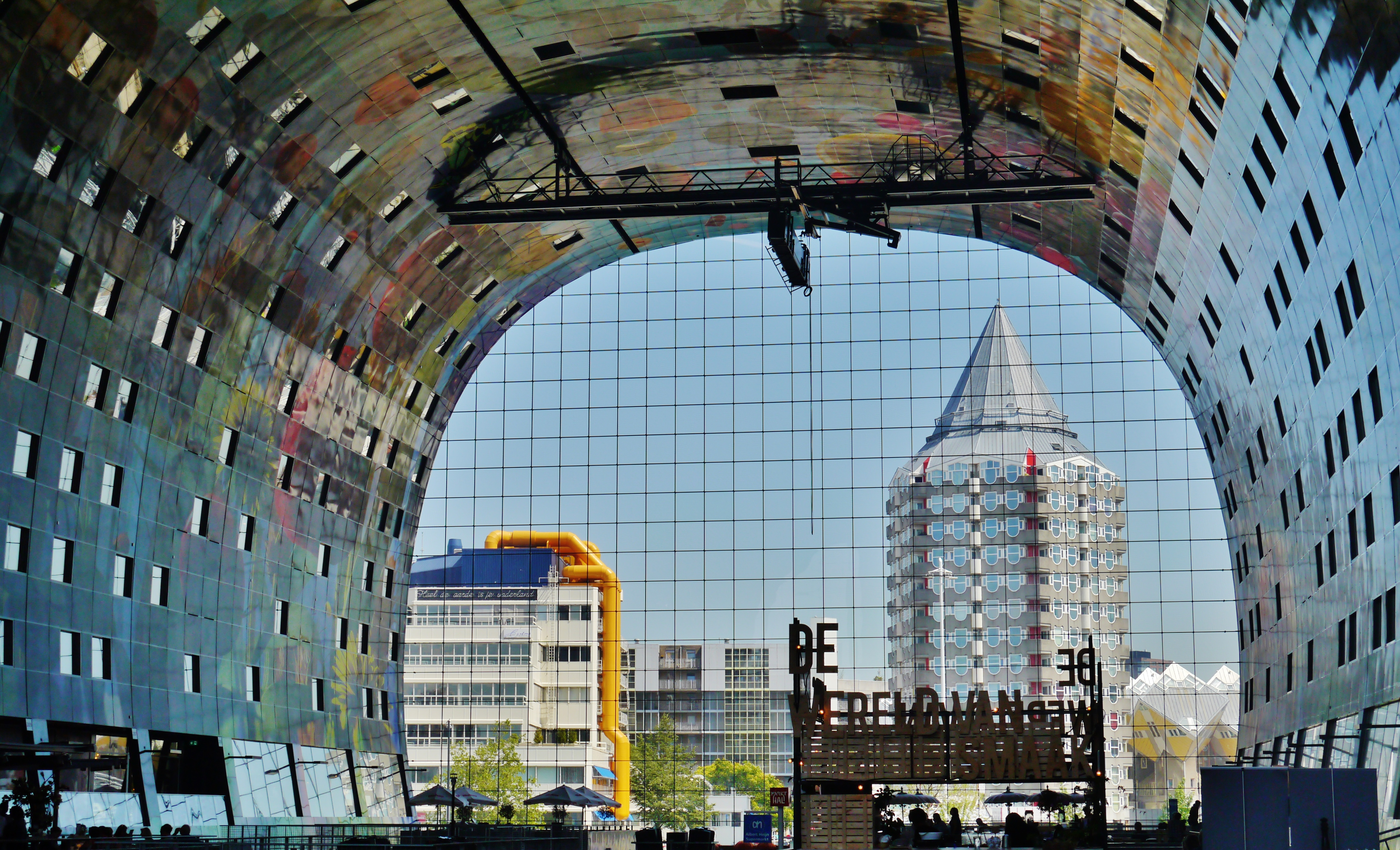
Intérieur du MarKthal.
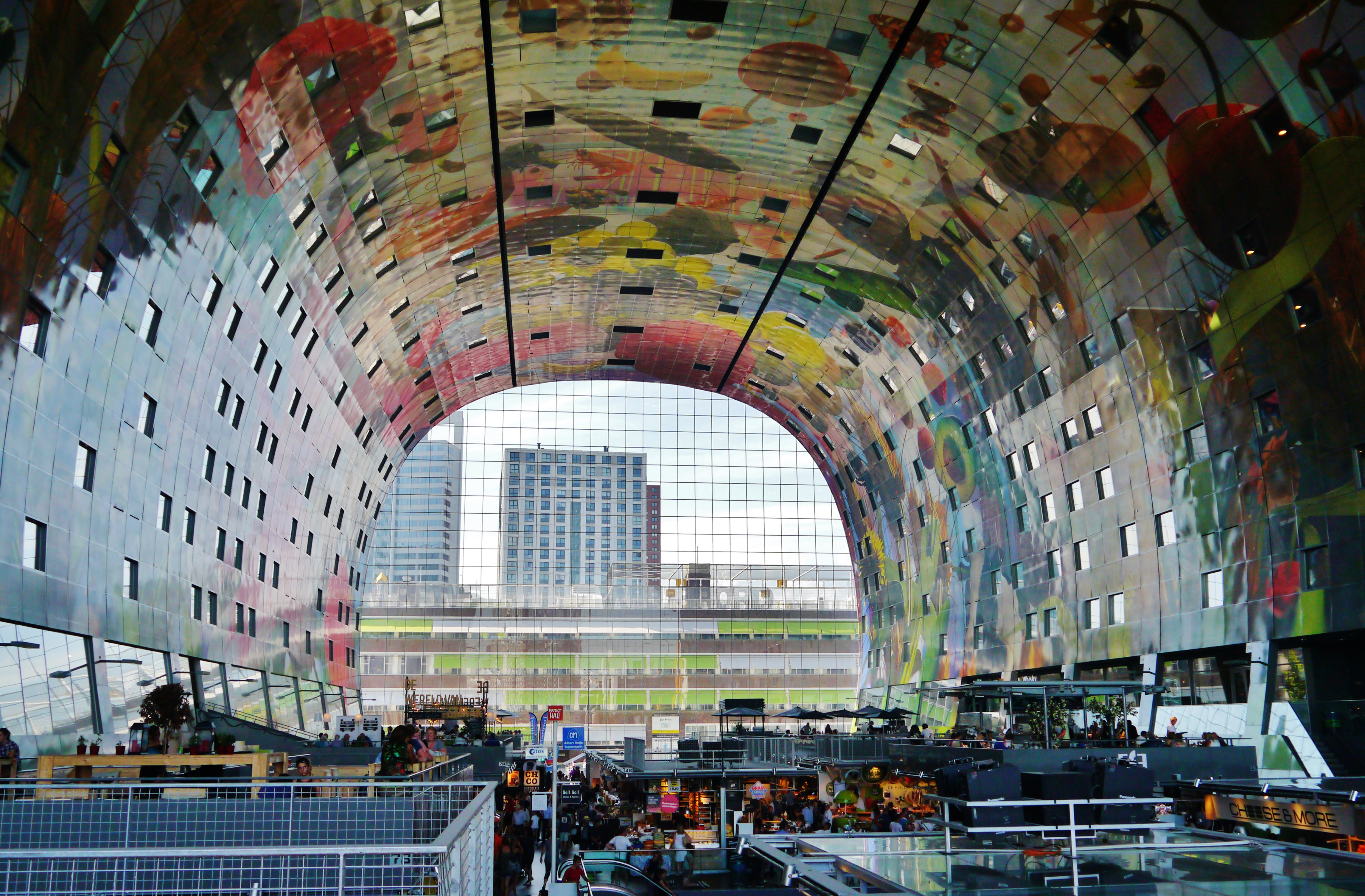
Intérieur du marché couvert.
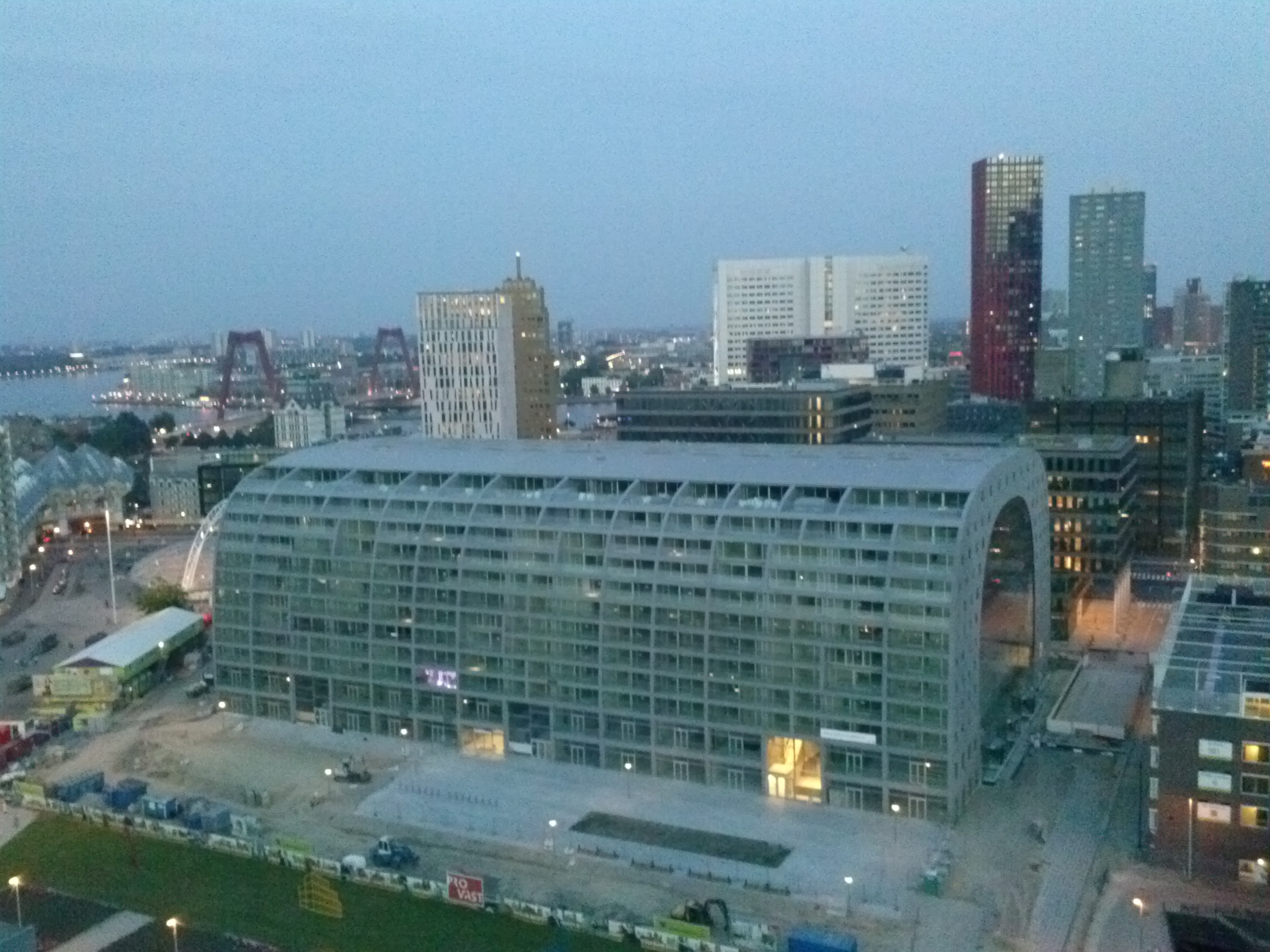
Vue panoramique de la halle.
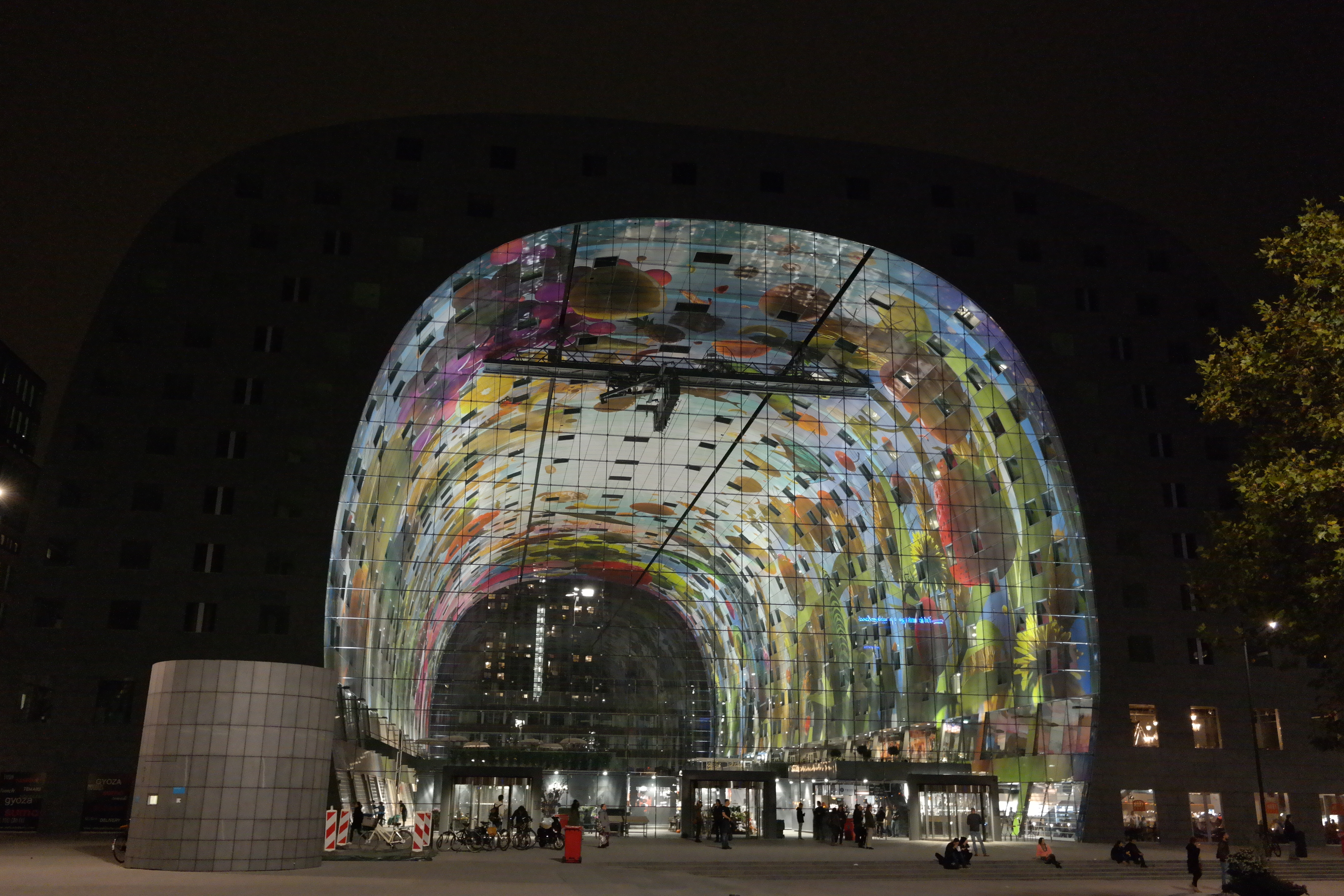
Façade interne du Markthal, avec son écran géant.